# ŠK LR Crystal Lednické Rovne
ŠK LR Crystal Lednické Rovne là một câu lạc bộ bóng đá Slovakia đến từ Lednické Rovne. Hiện tại đội bóng thi đấu ở 3. Liga.

## Màu sắc và huy hiệu
Màu sắc của đội bóng là xanh dương đậm.